# Segnosaurus galbinensis
Segnosaurus è un genere estinto di dinosauro teropode therizinosauride, uno dei più bizzarri che siano mai stati scoperti. Noto solo per una singola specie (S. galbinensis) e attraverso poche ossa fossili (comprendenti una mandibola e il bacino) trovate a Baynshireh in Mongolia, questo dinosauro vissuto all'inizio del Cretacico superiore è rimasto un enigma per molto tempo dopo la sua scoperta, avvenuta nel 1979.

## Un dinosauro misterioso
Alcuni caratteri del suo scheletro, infatti, richiamavano i dinosauri saurischi del gruppo dei teropodi, ovvero le forme carnivore, anche se i tratti erano piuttosto primitivi. Ma la mandibola curvata all'ingiù e dotata di piccoli denti era simile a quella dei prosauropodi, antenati del Brontosaurus (= Apatosaurus), erbivori di grossa mole. A confondere il tutto, le ossa del bacino erano molto simili a quelle dell'altro grande gruppo di dinosauri, gli ornitischi: ischio e pube, infatti, erano uniti posteriormente. Per molto tempo, quindi, Segnosaurus è stato classificato variamente come un teropode bizzarro, un discendente tardo dei prosauropodi, un ornitischio anomalo oppure un animale diverso da qualunque altro. Ritrovamenti frammentari di animali simili (Erlikosaurus, Enigmosaurus), comunque, non aiutavano a gettar luce sul mistero, finché nel 1993 uno scheletro parziale venne dissotterrato in strati del Cretaceo inferiore: Alxasaurus, questo il nome dell'animale, era evidentemente un segnosauride, ma era anche imparentato alla lontana con quel gruppo di teropodi noti come oviraptoridi.

## Dinosauri formichieri?
Altri ritrovamenti successivi hanno permesso di ricostruire Segnosaurus come un grande animale (7-8 metri di lunghezza) dal ventre pesante e dal collo lungo, munito di grandi artigli alle zampe anteriori e a quelle posteriori. Probabilmente era erbivoro (sicuramente non si cibava di grosse prede) ed era dotato di "guance" e di un becco senza denti. Forse si cibava di termiti, delle quali distruggeva i nidi grazie ai grossi unghioni, e potrebbe essere stato una sorta di "dinosauro formichiere", ma la ricostruzione è puramente speculativa. Altre ipotesi: potrebbe essere stato un dinosauro pescatore (alla maniera dei grizzly) oppure un erbivoro.